# 法爾森鎮區 (北達科他州麥克亨利縣)
法爾森鎮區（英語：Falsen Township）是位於美國北達科他州麥克亨利縣的一個鎮區。

## 地方資料
法爾森鎮區的面積為93.06平方千米，當中陸地面積為92.85平方千米，而水域面積為0.21平方千米。根據2020年美國人口普查的數據，當地共有人口17人，而人口密度為每平方千米0.18人。